# Tetrachroa
Tetrachroa este un gen de molii din familia Sphingidae. 
Conține o singură specie, Tetrachroa edwardsi, care este întâlnită în Queensland și New South Wales.
Anvergura este de 100 mm. 